# Detelinarastadion
Het Detelinarastadion is een multifunctioneel stadion in Novi Sad, een stad in Servië. Het stadion wordt vooral gebruikt voor voetbalwedstrijden, de voetbalclub FK Novi Sad maakt gebruik van dit stadion. In het stadion is plaats voor 6.000 toeschouwers.

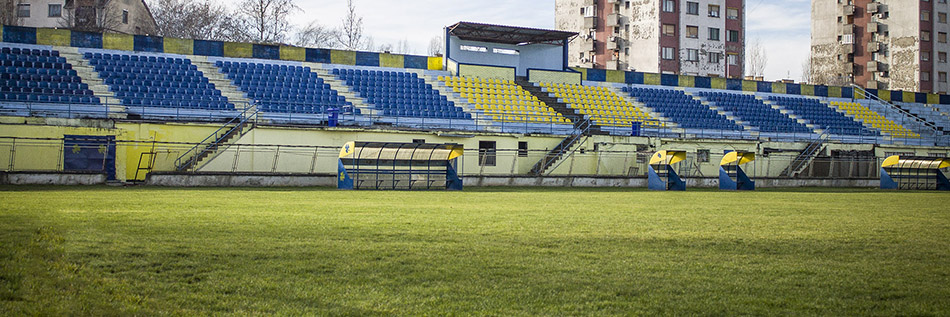
De tribune in 2014.